# Avira Antivirus
Avira Antivirus (попередня назва — Avira AntiVir) — серія антивірусних програм від німецької компанії Avira GmbH. Всі продукти серії засновані на антивірусному двигуні Luke Filewalker, який було вперше представлено у 1988 році. 17 жовтня 2008 було випущено значно покращену версію продукту, завдяки чому швидкість сканування збільшилась на 20 %. Це було досягнуто завдяки «прибиранню» з вірусної бази старих версій вірусних сигнатур.

## Програмні продукти серії

### Avira Free Antivirus
Avira Free Antivirus (попередня назва — Avira AntiVir Personal) — антивірусний продукт для особистого використання. Як і більшість програм цього класу він перевіряє жорсткий диск на наявність вірусних програм та моніторить кожний файл, що відкривається чи завантажується на комп'ютер. Крім того, починаючи з 9-ї версії, програма може виявляти рекламні програми та програми-шпигуни. Avira Free Antivirus також вміє виявляти та видаляти руткіти. Оновлення бази відбувається щодня, проте можна виставляти періодичність оновлення.

### Avira Antivirus Pro
Avira Antivirus Pro (попередня назва — Avira AntiVir Premium), крім стандартних функція, які пропонує версія Avira Free Antivirus, додатково забезпечує захист від шкідливих програм, хробаків, троянів та фішингу. Крім того, платна версія дозволяє слідкувати за вхідної та вихідної електронною поштою по протоколам POP3 та SMTP. Оновлення програми відбувається через виділений сервер, що суттєво прискорює швидкість оновлення.

### Avira Internet Security Suite
Попередня назва цієї версії — Avira Premium Security Suite. Окрім функцій, які мають попередні версії, ця версія має функцію моніторингу хакерських атак, функцію резервного копіювання даних Data BackUp та ін.

### Функції відповідних програм
|                            | Avira Free Antivirus | Avira Antivirus Pro | Avira Internet Security Suite |
| -------------------------- | -------------------- | ------------------- | ----------------------------- |
| AntiVir                    | Так                  | Так                 | Так                           |
| AntiDialer                 | Так                  | Так                 | Так                           |
| AntiRootkit                | Так                  | Так                 | Так                           |
| AntiSpyware + AntiAdware   | Так                  | Так                 | Так                           |
| Guard                      | Так                  | Так                 | Так                           |
| Generic Repair             | Так                  | Так                 | Так                           |
| Anti Phishing              | Ні                   | Так                 | Так                           |
| WebGuard                   | Ні                   | Так                 | Так                           |
| Anti Drive-by              | Ні                   | Так                 | Так                           |
| AntiVir ProActiv           | Ні                   | Так                 | Так                           |
| Rescue System              | Ні                   | Так                 | Так                           |
| Email Scanner              | Ні                   | Так                 | Так                           |
| Fast Premium update server | Ні                   | Так                 | Так                           |
| Anti Spam                  | Ні                   | Ні                  | Так                           |
| Firewall                   | Ні                   | Ні                  | Так                           |
| Game Mode                  | Ні                   | Ні                  | Так                           |
| Backup System              | Ні                   | Ні                  | Так                           |
| Anti Bot                   | Ні                   | Ні                  | Так                           |
| Parental Control           | Ні                   | Ні                  | Так                           |

## Результати
У квітні 2009 року журнал PC Pro нагородив Avira AntiVir Premium (це стара назва версії Avira Antivirus Pro) шістьма зірками із шести можливих та додав програму в список «А» програм для безпеки комп'ютера. У серпні 2009 року програма отримала загальний рейтинг у 98,9 % за версією PC World і відповідно зайняла перше місце серед усіх протестованих програм.
1. ↑  https://www.avira.com/fr/download/product/avira-free-antivirus — 2017.